# Václav Kaňkovský
Václav Kaňkovský (16. října 1917, Kamenice nad Lipou, Rakousko-Uhersko – 27. dubna 1987, Praha, Československo) byl český divadelní a filmový herec a dabér. Během své třicetileté kariéry hrál téměř nepřetržitě v divadle. V jeho filmografii lze napočítat kolem osmdesáti filmových a televizních rolí.

## Životopis
Václav Kaňkovský se narodil 16. října 1917 do rodiny s dlouholetou hereckou tradicí. Již od dětství hrál v řadě divadelních představení. Na přelomu dvacátých a třicátých let minulého století hospodářská krize také změnila život kočovným divadelním společnostem. Čtrnáctiletý Václav, místo učení rolí a hraní divadla, odešel pracovat jako dělník do Baťových závodů.
Ve svých dvaceti letech se však k divadlu vrátil. V letech 1937 až 1945 hrál u kočovných divadelních společností Jaroslava Bittla a Františka Sece. Po osvobození v roce 1945 získal angažmá v Zemském oblastním divadle v Liberci. Následně vykonával funkci šéfa činoherního souboru v divadle v Mostě. V roce 1952 se stal členem Realistického divadla Zdeňka Nejedlého, v jehož souboru setrval až do své smrti.
Na divadle ztvárnil postavy klasického repertoáru jako byl Petr Ivanovič Bobčinský v Revizorovi, Sir Oliver Písmokaz ve hře Jak se vám líbí nebo Richard ze Svaté Jany. V divadelní hře bratří Čapků Ze života hmyzu si zahrál inženýra–diktátora, v Gogolově Ženitbě, vojáka ve výslužbě, Ževakina. Historickou postavu Jana Čapka ze Sán si zahrál ve hře Jan Roháč nebo postavu Albíka z Uničova v divadelní hře Jan Hus. Mezi jeho další divadelní role patří Kapulet v tragédii Romeo a Julie, Tatík v aktovce Jáma, komorník Firs ve hře Višňový sad a další. Byl všestranným hercem a svým postavám dodával originalitu. V roce 1952 se poprvé setkal s „filmem“. Daboval ruského vojáka v české verzi sovětského válečného dramatu Syn pluku, který byl natočen na motivy románu Valentina Katajeva. Během své kariéry se účastnil přibližně stovky projektů také v dabingu. Většinou se jednalo o epizodní role strážníků, dělníků, zahradníků atd. Podílel se i na postsynchronech několika českých filmů (Ukradená bitva, Zelená vlna,Vrak, Poslední propadne peklu, nebo Poklad hraběte Chamaré).
V roce 1954 si poprvé zahrál v televizní inscenaci. Hrál v komedii Paní hostinská na motivy Carla Goldoniho. Byla ještě vysílána v přímém přenosu. První roli ve filmu dostal v roce 1968. Zahrál si v kriminálním seriálu Jiřího Sequense, Hříšní lidé města pražského kasaře Nováka.
Herecká kariéra Václava Kaňkovského trvala přes třicet let. Hrál v divadle a v jeho filmografii lze napočítat kolem sedmdesáti filmových nebo televizních rolí. Účinkoval také v deseti seriálech. V roce 1987 si zahrál ještě ševce ve filmové pohádce Zdeňka Trošky O princezně Jasněnce a létajícím ševci. Zemřel 27. dubna 1987. Tři roky po jeho smrti byl uveden do kin poslední film, v němž si také zahrál, životopisné drama o Janu Jeseniovi Svědek umírajícího času.

## Filmografie
- 1987 O princezně Jasněnce a létajícím ševci
- 1986 Pan Pickwick (TV film)
- 1985 Rozpaky kuchaře Svatopluka (TV seriál)
- 1985 Synové a dcery Jakuba skláře (TV seriál)
- 1984 Sanitka (TV seriál)
- 1984 Všichni musí být v pyžamu
- 1982 Jehla (TV film)
- 1980 Scapinova šibalství (TV film)
- 1980 Za trnkovým keřem
- 1979 Modrá planeta
- 1979 Na pytlácké stezce
- 1979 Sedm kilo pro Králíčka (TV film)
- 1978 Skandál v Gri - Gri baru
- 1978 Tajemství Ocelového města
- 1977 Oddechový čas
- 1977 Stránky z deníku (TV film)
- 1976 Paleta lásky
- 1976 Smrt mouchy
- 1975 Lokomotiva (TV film)
- 1974 30 případů majora Zemana (TV seriál)
- 1973 Divoká planeta
- 1973 Kronika žhavého léta
- 1973 Jana Eyrová (seriál)
- 1972 Lupič Legenda
- 1972 Ukradená bitva
- 1970 Lidé na křižovatce (TV film)
- 1970 Mata Hari (TV film)
- 1970 Na kometě
- 1970 Pěnička a Paraplíčko
- 1968 Hříšní lidé města pražského (TV seriál)
- 1968 Ohlédnutí
- 1968 Vánoce s Alžbětou
- 1967 Stud
- 1967 Zločin a trik II. (TV film)
- 1966 Vrah skrývá tvář
- 1965 Ztracená tvář
- 1964 Marie
- 1964 Skok do tmy
- 1963 Handlíři
- 1963 Lucie
- 1962 Deštivý den
- 1962 Neklidnou hladinou
- 1962 Zelené obzory
- 1958 Mezi nebem a zemí
- 1958 Útěk ze stínu
- 1957 Zářijové noci